# 功夫熊貓2
《功夫熊貓2》（英語：Kung Fu Panda 2）是一部2011年上映的美國3D動畫電影，由夢工廠動畫製作，派拉蒙影業出品發行。本片是2008年動畫電影《功夫熊貓》的續集，《功夫熊貓》系列的第二部作品。
故事接續首集，熊貓阿波如願成為了「神龍大俠」，他和師傅以及蓋世五俠共同守護著和平谷的安寧，但危機卻再次出現，更邪惡的反派「沈王爺」憑藉恐怖的秘密武器，預謀摧毀功夫。在阿波面對挑戰的同時，也必須面對自己的身世之謎。

## 劇情
在古老的中國，世代統治宮門城的雀族公子沈王爺，企圖將煙火的威力軍事化，作為武器征服全國。然而，驕矜自傲的他卻得知根據羊仙姑的預言，未來將有一位「黑白相間的武士」擊敗他。為避免預言成真，沈王爺私自下令對熊貓族展開屠殺，以至於熊貓族滅絕。沈的雙親對此舉動感到驚愕，將其放逐城外，臨走前沈王爺發誓將會復仇歸來。
打败大龙三年後，如願成為「神龍大俠」的熊貓阿波，與蓋世五俠守護著和平谷的安寧，然而師傅卻表明阿波尚未達到平心靜氣的境界。此時正逢沈王爺因鐵礦不足，無以繼續量產武器，令狼首領率領狼群襲擊樂師村搶奪金屬製品用於冶金。雖然阿波與蓋世五俠成功將狼群擊退，但阿波卻因狼首領盔甲上的標誌而憶起他的母親，失神導致狼群逃脫。回去後，阿波向他的父親平先生問起他從何而來，平先生坦承阿波並非親生，是他從菜籃裡發現並領養的。隨後，師傅傳信警告沈王爺發動政變奪權，宮門城護衛雷霆犀利俠已遭沈王爺製作的新型武器「大砲」殺害，另兩名護衛風暴鐵牛俠和流星鱷大俠生死未卜，其更揚言要摧毀功夫。為防止功夫失傳，眾人前往宮門城準備阻止沈王爺的野心。
為收集有關沈王爺和他的新型武器的情報，大夥變裝潛入宮門城，得知風暴鐵牛俠和流星鱷大俠仍在生，現正被囚禁於黑龍區的監牢之中。然而與此同時，沈王爺已經收到狼首領的回報，得知阿波與蓋世五俠已經展開行動，而阿波正是熊貓族的倖存者，預言中將擊敗自己的「黑白相間的武士」，因而令狼首領及其狼群追捕眾人。在一番激烈的追逐戰後，一行人成功擊敗狼首領，卻也因身分曝光而被捕，被帶至寶塔晉見沈王爺。沈王爺對於阿波的存在感到震驚，更訝異阿波什麼都不記得。阿波和蓋世五俠趁機使計掙脫鐐銬，擊倒寶塔中的守衛後摧毀在塔中的大砲，但在即將逮住沈王爺之時，阿波看見沈的孔雀羽毛圖案再度憶起過去。在記憶中，熊貓一族正遭到追殺，而沈王爺正在事發現場。沈王爺向阿波確認其記憶正確無誤後，趁阿波遲疑的空檔脫身，逃往煙火工廠後下令砲彈齊發，將阿波與蓋世五俠一行人連同寶塔一同摧毀。
驚險逃脫後，眾人憑著先前收集到的情報來到位於黑龍區的監牢，試圖營救被監禁於此的風暴鐵牛俠和流星鱷大俠；但兩大俠卻對沈的武器感到絕望，更表示沈已經用百姓的性命安危做為要脅，因而寧願待在牢中。阿波堅信沈王爺與他的過往有所關連，知道為何他的雙親會拋棄他，打算親自會見沈王爺尋求真相，但悍嬌虎對其兩度失神感到憤恨不解，同時擔憂阿波的安危，因此將其留在監牢中，由兩大俠保護。自己則率領蓋世五俠潛入煙火工廠，企圖用煙火將工廠連同裡面的武器一同銷毀；然而阿波卻獨自闖入工廠與沈王爺對峙，打亂了眾人的計畫。面對阿波的質問，沈王爺大方表示自己知道為何阿波的雙親會拋棄他——因為他們根本不愛他。趁著阿波楞神的時候，沈王爺發砲將其擊飛，隨後藉由人數優勢俘虜了蓋世五俠。羊仙姑對於沈王爺逐漸膨脹的野心感到失望與無力，勸阻無果後在沈王爺的同意下自行離去。被砲彈擊中的阿波身受重傷，墜入煙火工廠數里外的河中，被羊仙姑救起並靠針灸救活。羊仙姑透漏此地原本是熊貓村，並坦承他的族人都已因自己的預言而遭到滅絕。阿波回想起了過往的一切，知道父母為保護自己才將他藏起來送走，如今已經犧牲。此時阿波終於學會平心靜氣，坦然面對自己的過往，不再對自己的身分感到茫然，在經過養傷與修練後，決定獨自回去面對沈王爺。
此時沈王爺已經備好武器及船隊，正準備出航遠征。阿波巧妙利用大砲笨重而不易轉向的劣勢，突入船隊中救下五俠，師傅也說服風暴鐵牛俠和流星鱷大俠一同前來阻擊沈王爺。眼見情況不妙，沈王爺下令大砲無差別攻擊，擊退眾人之餘也清空河道，船隊順利出航。落入水中的大家已無能為力，只能感嘆功夫仍舊無法擊敗炮彈，只有阿波重新站起來，隻身擋在沈王爺的船隊前面。沈王爺下令砲擊，但已經領悟平心靜氣的阿波運用师父曾示范的四兩撥千斤的招式，將炮彈的攻擊轉向回擊，摧毀沈王爺的艦隊。艦隊被毀後，阿波试图说服沈王爷放下过去，弃恶从善。可此时已是一無所有的沈王爺却决定向阿波發起决斗，兩人在破損的旗艦上激烈打鬥，使船隻殘骸進一步崩解。當報銷的大砲倒向兩人時，沈王爺選擇驕傲赴死，而阿波則及時逃離。隨後阿波回到和平谷，向平先生表示他知道了自己的身分，並說「我是你兒子，你是我的父親」。此刻，中國遠方某個隱密的村落，生活著許多的熊貓，阿波的親生父亲感覺到他的兒子仍然在生。

## 配音員
首集出場的配音班底如大多在本片中回歸，如傑克·布萊克、達斯汀·霍夫曼、安潔莉娜·裘莉、成龍、塞斯·羅根、劉玉玲、大衛·克羅素及吳漢章等；另配合新角色出現，也加入了新的配音成員如蓋瑞·歐德曼、尚-克勞德·范·戴姆、楊紫瓊、詹姆斯·伍德及維克多·賈博等。
| 配音              | 配音   | 配音   | 配音     | 角色                                  |
| 美國              | 台灣   | 香港   | 中國大陸 | 角色                                  |
| ----------------- | ------ | ------ | -------- | ------------------------------------- |
| 傑克·布萊克       | 潘瑋柏 | 陳奕迅 | 劉風     | 阿波（Po）                            |
| 安吉丽娜·朱莉     | 侯佩岑 | 何韻詩 | 狄菲菲   | 悍嬌虎（Master Tigress）              |
| 德斯汀·荷夫曼     | 金士傑 | 周志輝 | 王肖兵   | 功夫大師（Master Shifu）              |
| 蓋瑞·歐德曼       | 夏治世 | 黎家希 | 刘钦     | 沈王爺（Lord Shen）                   |
| 成龍              | 成龍   | 成龍   | 龍冠霖   | 猴王（Master Monkey）                 |
| 劉玉玲            | 陳美貞 | 羅嘉玲 | 詹佳     | 俏小龍（Master Viper）                |
| 塞斯·羅根         | 劉傑   | 葉偉麟 | 吳磊     | 快螳螂（Master Mantis）               |
| 大衛·克羅斯       | 李世揚 | 房祖名 | 海帆     | 靈鶴（Master Crane）                  |
| 吳漢章            | 孫德成 | 甄錦華 | 張欣     | 鵝阿爹（Mr. Ping）                    |
| 杨紫琼            | 李宛鳳 | 周恩恩 | 曹雷     | 羊仙姑（Soothsayer）                  |
| 丹尼·麥布萊       | 陳旭昇 | 高翰文 |          | 狼老大（Wolf Boss）                   |
| 丹尼斯·赫柏特     | 林谷珍 | 葉振聲 | 程玉珠   | 風暴鐵牛俠（Master Storming Ox）      |
| 尚-克勞德·范·達美 | 田志傑 | 楊啟健 | 田志傑   | 流星鱷大俠（Master Croc）             |
| 維克多·賈博       | 李英立 | 陳德   | 孟祥龍   | 雷霆犀利俠（Master Thundering Rhino） |
| 弗萊德·塔塔索斯   | 康殿宏 | 黃志成 |          | 阿波父親（Panda Dad）                 |
| 勞倫·湯姆         |        |        |          | （Market Sheep）                      |
| 康納德·維隆       | 胡大衛 |        |          | （Boar）                              |

## 製作
本片由首集参与特效製作的美籍韓裔女導演詹妮弗·余·尼尔森（[] 错误：{{Langx}}：拉丁字母轉寫（帮助））執導，《羊男的迷宮》、《地獄怪客》的導演葛雷摩·戴托羅擔任顧問修改劇本，增加更多動作特效與武術場面。值得注意的是，受到技術和時間限制因素，前集片中出現的「百姓」多為兔子、豬和鴨子，本集則出現更多物種如羊類、禽類，增加、畫面也更為精緻。
由於本片背景設定於中國，夢工廠總裁傑佛瑞·卡森柏格（Jeffrey Katzenberg）曾率領製作團隊到四川、成都熊貓基地、金沙遺址及青城山等地取景，尋找創作靈感。電影製作完成後於四川舉辦電影世界首映。

## 原聲帶
與前集相同，本片配樂由漢斯·季默與約翰·包威爾共同製作。
| 曲序 | 曲目                                                    | 时长 |
| ---- | ------------------------------------------------------- | ---- |
| 1.   | "Ancient China / Story of Shen"（古中國／沈王爺的故事） | 2:43 |
| 2.   | "Dumpling Warrior"（餃子武士）                          | 1:19 |
| 3.   | "Inner Peace"（静下心来）                               | 2:26 |
| 4.   | "Musicians Village"（音乐家村）                         | 1:20 |
| 5.   | "Save Kung Fu"（拯救功夫）                              | 3:41 |
| 6.   | "Daddy Issues"（关于父亲的疑惑）                        | 4:22 |
| 7.   | "Stealth Mode"（隐形模式）                              | 4:04 |
| 8.   | "Gongmen Jail"（凤 凰城大牢）                           | 2:40 |
| 9.   | "Rickshaw Chase"（黄包车追逐戰）                        | 2:36 |
| 10.  | "Po and Shen / Face to Face"（阿波與沈王爺／正面相會）  | 5:58 |
| 11.  | "More Cannons!"（更多大炮！）                           | 3:00 |
| 12.  | "Fireworks Factory"（煙火工廠）                         | 6:49 |
| 13.  | "Po Finds the Truth"（波找出真相）                      | 5:04 |
| 14.  | "Invasion Begins"（入侵開始）                           | 2:37 |
| 15.  | "Zen Ball Master"（禪珠大師）                           | 7:21 |
| 16.  | "My Fist Hungers For Justice"（我拳為正義）             | 4:55 |
| 17.  | "Dumpling Warrior Remix"（餃子武士混音版）              | 3:31 |

## 票房與反響

### 評價
爛番茄根據186條評論，本片得到新鮮度81%，均分6.9／10，觀眾的好評度為74%，均分3.9／5。在Metacritic上根據34條評論而獲得67分。

### 票房
《功夫熊貓2》於2011年5月26日在北美地區搶先上映，當日票房卻僅收580萬美元，輸給《醉後大丈夫2》位居第二。在近期周四連續假期動畫片開映紀錄內，落後於《史瑞克2》的920萬及《魔髮奇緣》的8百萬美元。周五票房持續衰靡，僅累積至1320萬美元，遠遠落後首集《功夫熊貓》周五的首映票房2030萬；然而周四當日僅有百分之10的美國孩童學校放假，周五亦僅百分之20的孩童外出，因此夢工廠預測票房將會在周末四天的亡兵紀念日假期回升。周末三天，票房共計約4千8百萬美元，仍遠遠落後首集的6千萬美元的周末票房紀錄，然而續集在亡兵紀念日當天正式超越首集的紀錄，五天內票房總計約在6千8百萬至7千3百萬之間。
| 上一届： 《哈利波特—死神的聖物2》 | 2011年香港一週票房冠軍 第30週                            | 下一届： 《美國隊長: 復仇者先鋒》 |
| 上一届： 《加勒比海盗4》          | 2011年中国内地一周票房冠军 第23、24周（5月30日—6月12日） | 下一届： 《建党伟业》             |

## 奖项
| 頒獎典禮           | 獎項         | 得獎者           | 結果 |
| ------------------ | ------------ | ---------------- | ---- |
| 第84届奥斯卡金像奖 | 最佳动画长片 | 詹妮弗·余·尼尔森 | 提名 |
| 第39届安妮奖       | 最佳导演     | 詹妮弗·余·尼尔森 | 獲獎 |
| 第39届安妮奖       | 最佳艺术指导 | Raymond Zibach   | 獲獎 |

## 外部連結
- 互联网电影数据库（IMDb）上《功夫熊貓2》的资料（英文）
- 大卡通資料庫上《功夫熊貓2》的資料（英文）

- Box Office Mojo上《功夫熊貓2》的資料（英文）
- 爛番茄上《功夫熊貓2》的資料（英文）
- Metacritic上《功夫熊貓2》的資料（英文）
- AllMovie上《功夫熊貓2》的资料（英文）
- 開眼電影網上《功夫熊貓2》的資料（繁體中文）
- 豆瓣电影上《功夫熊貓2》的資料 （简体中文）
- 时光网上《功夫熊貓2》的資料（简体中文）